# Bromley
Bromley è una città inglese situata nella zona sud di Londra, nella contea cerimoniale di Grande Londra, a 15 km a sud di Charing Cross.

## Storia
Fondata nel 1158, Bromley si sviluppò grazie alla sua posizione strategica e all'apertura di una stazione ferroviaria nel 1858, che favorì quindi il passaggio da villaggio agricolo a borgo commerciale. Facente parte della contea del Kent, come il resto della capitale inglese, Bromley vide un notevole aumento di popolazione nel XX secolo e venne incorporata come distretto municipale nel 1903, diventando poi parte del distretto londinese di Bromley nel 1965, come parte del piano di Londra.